# B28 (atombombe)
 For alternative betydninger, se B28. (Se også artikler, som begynder med B28)
B28 er et amerikansk termonukleart våben (en "brintbombe"), der blev fremstillet i årene 1958 til 1966 oprindeligt under navnet Mark 28. I 1968 ændrede våbnet navn til B28.
B28 blev båret af amerikanske bombefly og taktiske jagerbombefly. I perioden fra 1962 til 1972 blev B28 anvendt i af canadiske CF-104 Starfighers (en variant af Lockheed F-104) udstationeret i Vesteuropa som en del af NATOs europæiske atomslagstyrke, ligesom britiske Vickers Valiant og Canberra-fly blev forsynet med B28-bomber. Visse amerikanske hangarskibe medførte fly, der kunne medføre våbnet (A-3 Skywarrior, A-4 Skyhawk og A-5 Vigilante).
B28 blev fremstillet i flere forskellige varianter. Våbnet havde en diameter på omkring 58 cm og en længde mellem 2,44 og 4,32 meter afhængig af variant. De kraftigste varianter havde en sprængkraft på 1,45 megaton, hvilket er næsten 100 gange kraftigere end atombomben over Hiroshima, der havde en sprængstyrke på ca. 15 kiloton. 
De sidste eksemplarer af våbnet blev taget ud af brug i 1991. 